# 松原誠
松原誠（1944年1月13日—），日本棒球選手，出生於埼玉縣飯能市，曾經效力於日本職棒讀賣巨人等隊伍，於1981年退休，生涯通算331支全壘打。